# شهرستان هولمز (میسیسیپی)
شهرستان هولمز، میسیسیپی (به انگلیسی: Holmes County, Mississippi) یک سکونتگاه مسکونی در ایالات متحده آمریکا است که در ایالت میسیسیپی واقع شده‌است.